# Кривина (Росія)
Кривина́ (рос. Кривина) — присілок у складі Кетовського району Курганської області, Росія. Входить до складу Колташевської сільської ради.
Населення — 54 особи (2010, 30 у 2002).